# Haiti vid världsmästerskapen i friidrott 2023
Haiti tävlade vid världsmästerskapen i friidrott 2023 i Budapest i Ungern mellan den 19 och 27 augusti 2023.

## Resultat
Haitis trupp bestod av en idrottare.

### Herrar
Gång- och löpgrenar
| Idrottare     | Gren           | Försöksheat | Försöksheat | Semifinal | Semifinal | Final            | Final            |
| Idrottare     | Gren           | Resultat    | Placering   | Resultat  | Placering | Resultat         | Placering        |
| ------------- | -------------- | ----------- | ----------- | --------- | --------- | ---------------- | ---------------- |
| Yves Cherubin | 110 meter häck | 13,56 0PB0  | 6 q         | 13,66     | 7         | Gick inte vidare | Gick inte vidare |